# Ataliva

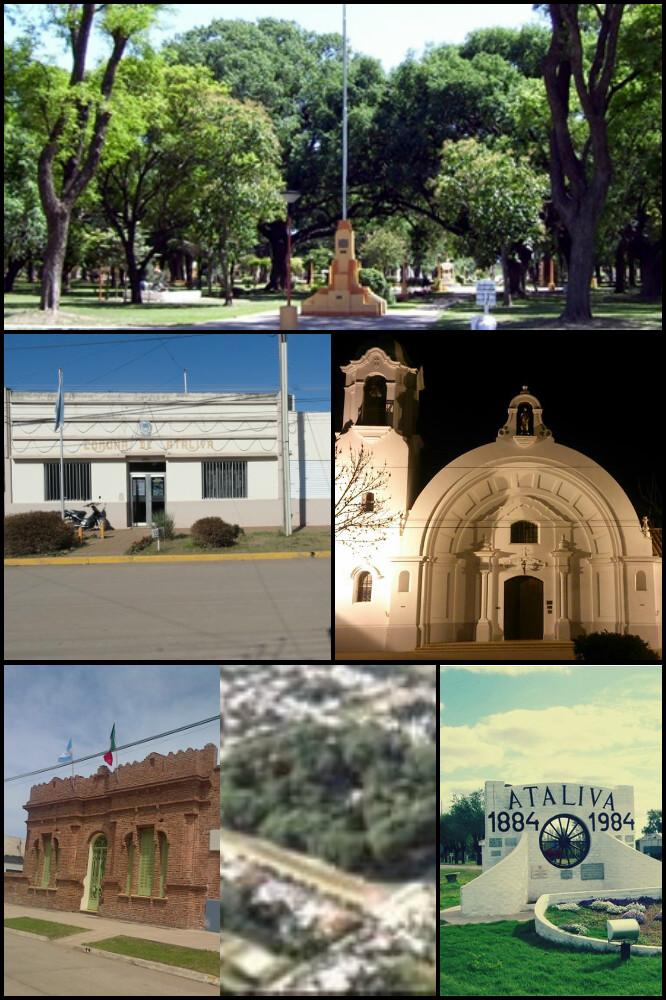

Ataliva ist ein Ort im Departamento Castellanos im Nordwesten der Provinz Santa Fe in Argentinien. Sie hatte 2010 2.065 Einwohner (INDEC).

## Verkehr
Östlich des Ortes kreuzen sich die durch den Ort verlaufende Ruta Provincial 62 und die Ruta Provincial 13, die dann beide westlich, bzw. südlich des Ortes in die Ruta Nacional 34 münden. Ebenfalls östlich des Ortes befand sich der Haltepunkt der nord-südlich verlaufenden Nebenstrecke der Eisenbahnstrecke Tostado–Rafaela–Santa Fe, die sich südlich des Ortes mit der ost-westlichen Strecke Laguna Paiva–La Puerta kreuzte.

## Geographie

### Ort
Ataliva befindet sich im zentralen Westen der Provinz Santa Fe. Ataliva liegt 107 km von der Innenstadt von Santa Fe, 263 km von Rosario, 316 km von Cordoba und 557 km von Buenos Aires.

### Nachbargemeinden
Ataliva liegt 16 km nördlich von Lehmann, 20 km südlich von Humberto Primo; 4 km westlich von Galisteo und 16 km östlich von Sunchales.

### Relief
Die Stadt liegt in den Pampas auf 89 m über dem Meeresspiegel.

### Klima
Das Klima ist warm und gemäßigt in Ataliva. Auch der trockenste Monat hat noch eine Menge Regen. Die jährliche Durchschnittstemperatur beträgt 18,6 °C. Die Niederschlagsmenge beträgt 931 mm pro Jahr. Der trockenste Monat ist der Juli mit 25 mm. Der heißeste Monat des Jahres mit einem Durchschnitt von 25,2 °C ist der Januar. Der kälteste Monat des Jahres ist 12,1 °C ist der Juli. Der Unterschied in der Niederschlag zwischen der trockenste Monat und der feuchteste Monat ist 122 mm. Die Durchschnittstemperaturen schwanken im Laufe des Jahres mit 13,1 °C.
Die häufigsten Winde in der Region sind der Nordwind, trocken und stickig, pampero oder Südwind, kalt, trocken und Gewalt weht aus dem Südwesten und dem sudestada, feuchter Wind.

## Städtepartnerschaften
- Pancalieri, Italien (seit 2002)